# Hutchins-Nunatakker
Die Hutchins-Nunatakker sind eine Gruppe von Nunatakkern an der Orville-Küste des westantarktischen Ellsworthlands. In den Hauberg Mountains ragen sie 20 km nordnordöstlich des Mount Leek bis zu 1200 m hoch auf.
Der United States Geological Survey (USGS) kartierte sie anhand eigener Vermessungen und Luftaufnahmen der United States Navy aus den Jahren von 1961 bis 1967. Ein Geologenteam um Peter Dewitt Rowley (* 1942) vom USGS besuchte sie im Dezember 1977. Rowley benannte sie nach Lieutenant Commander John Roy Hutchins, Navy-Pilot einer LC-130 Hercules zur Unterstützung der Mannschaft.